# فراکسیون نهضت ملی
فراکسیون نهضت ملی، فراکسیون جبهه ملی ایران در مجلس شورای ملی بود. این فراکسیون طی سال‌های سال ۱۳۲۹ تا سال ۱۳۳۱ فراکسیون وطن نامیده می‌شد.

## عضویت تاریخی
| سال‌ها     | کرسی‌ها   | تغییرات در تعداد اعضا | منبع |
| --------- | -------- | --------------------- | ---- |
| ۱۳۲۹–۱۳۳۱ | ۱۱ / ۱۳۶ | بی‌تغییر               |      |
| ۱۳۳۱–۱۳۳۲ | ۳۲ / ۷۹  | ۲۱                    |      |